# Pseudoceros dimidiatus
Ver plat tigre
Espèce
Pseudoceros dimidiatus (en français, ver plat tigre ou ver plat tigré) est une espèce de vers plats polyclades marins du genre Pseudoceros et de la famille des Pseudocerotidae.

## Description
Cette espèce mesure jusqu'à 8 cm. Cette espèce de Pseudoceros peut revêtir trois types de livrée différentes mais dont les couleurs dominantes sont toujours identiques: Jaune, noir et liseré orange sur le pourtour externe du corps. Le corps est ovale et allongé. Les pseudo-tentacules sont bien déterminés sur la partie antérieure, de taille réduite et formés chacun par un pli du bord externe du corps.
La surface dorsale a un aspect velouté. La face ventrale est grise avec un liseré orange sur la bordure. Le pharynx est complexe avec de nombreux plis.

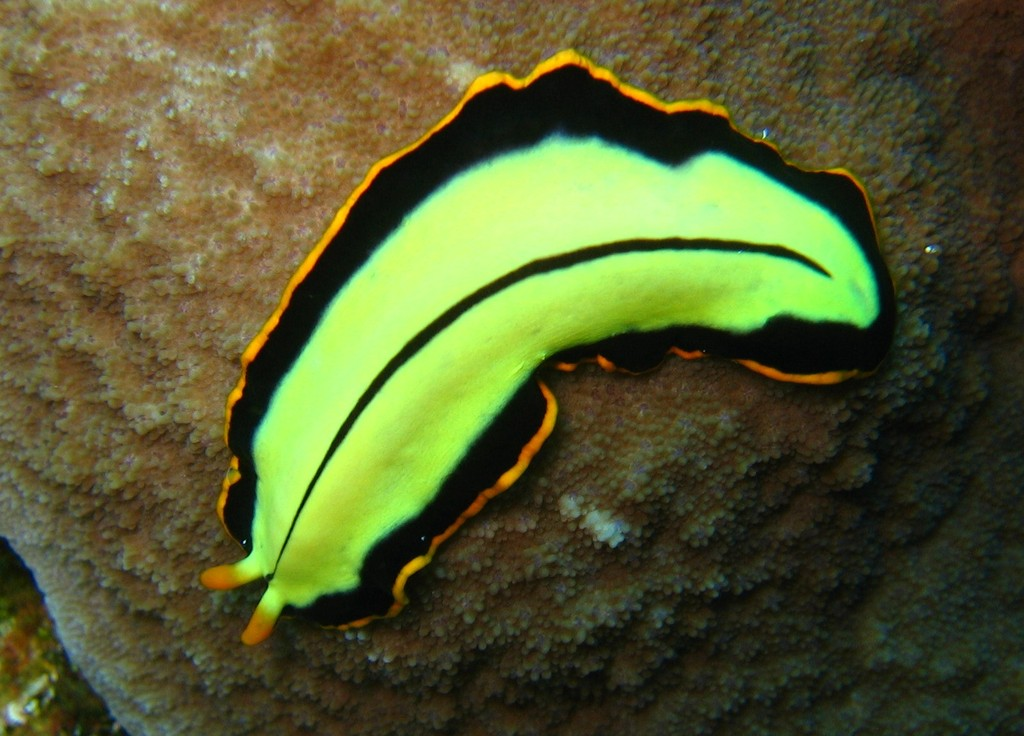
Pseudoceros dimidiatus au récif Osprey dans la mer de Corail

Premier type de livrée : couleur dominante et de fond jaune, presque fluo, trait longitudinal passant par l'axe médian de largeur irrégulière, noir, débutant au niveau des taches optiques et se poursuivant vers la partie postérieure sans atteindre le bord du corps. La périphérie du corps est bordée d'une bande noire relativement large, elle-même surlignée par un liseré en extrême bordure extérieur du corps orange.

Deuxième type de livrée : couleur dominante noire, trait longitudinal passant par l'axe médian jaune, présence de quelques marbrures jaunes qui partent du bord externe du corps sans parvenir à croiser la ligne médiane, liseré orange en bordure du corps.

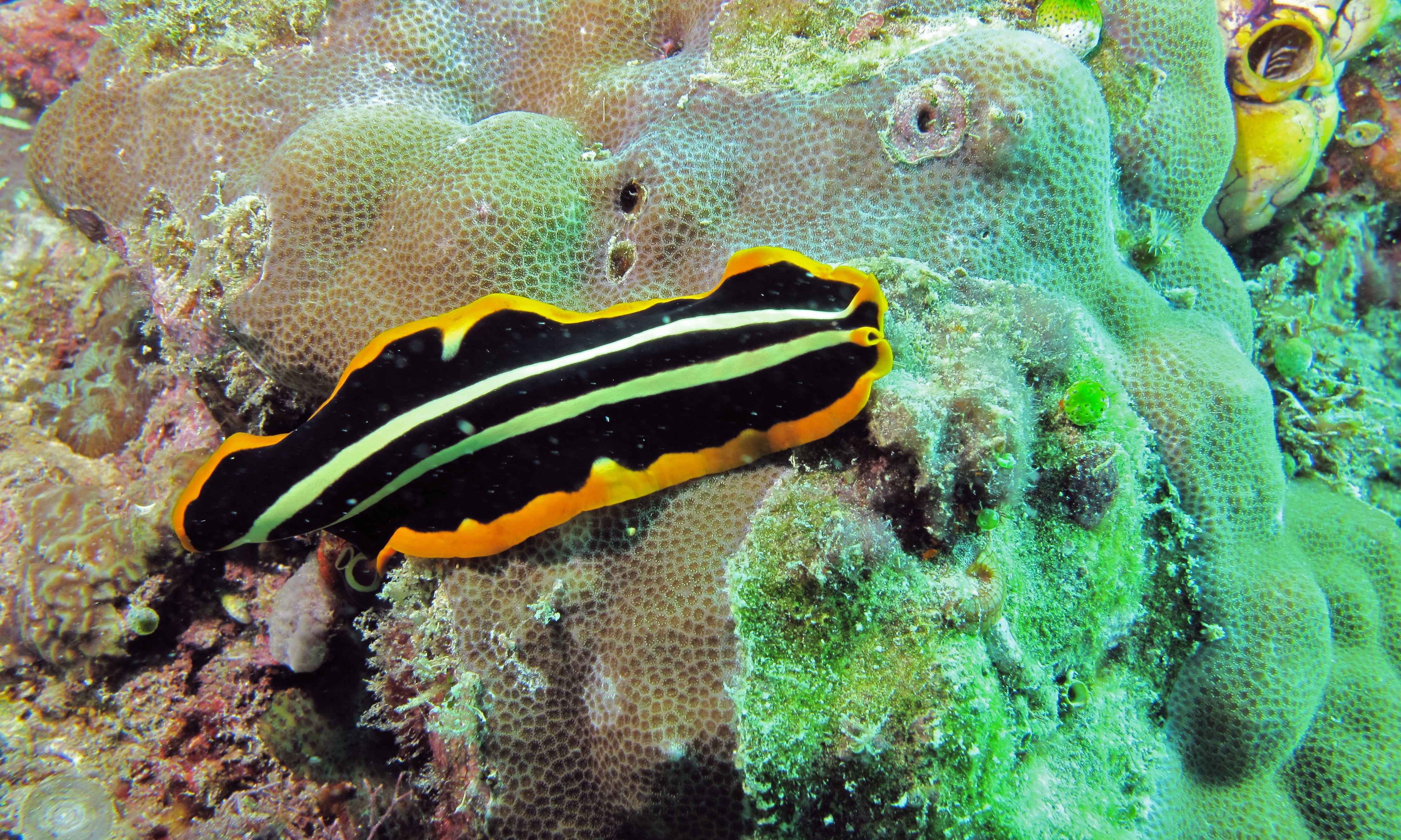
Pseudoceros dimidiatus
(Sabah, Malaisie)

Troisième type de livrée : Couleur dominante noire, double trait longitudinal scindé en son centre par un fine ligne noire, nombreuses marbrures jaunes et liseré orange en bordure externe du corps.

## Écologie et comportement

### Éthologie
Ce ver plat est benthique et diurne, se déplace à vue sans crainte d'être pris pour une proie.

### Alimentation
Pseudoceros dimidiatus se nourrit exclusivement d'ascidies coloniales.

## Habitat et répartition

### Répartition
Cette espèce se rencontre dans la zone tropicale indo-pacifique, de la Mer Rouge à l'Australie.

### Habitat
Son habitat est la zone récifale externe sur les sommets ou sur les pentes.

## Systématique
Le nom valide complet (avec auteur) de ce taxon est Pseudoceros dimidiatus Graff, 1893.
En français, il est nommé ver plat tigre ou ver plat tigré.